# The Brig
The Brig (in italiano La prigione) è un'opera teatrale di Kenneth H. Brown, un ex marine in seguito diventato anarchico, portata al debutto e alla ribalta internazionale dall'importante ed estrema messa in scena da parte del Living Theatre nel 1963, considerata di gran lunga la più significativa. Lo spettacolo, subito notato per la particolare brutalità e violenza della rappresentazione, ha vinto tre Obie Award come migliore produzione, design e regia nel 1964, poi altri due (sotto forma di "citazione speciale") per migliore recitazione corale e regia, quando lo spettacolo è stato riproposto nel 2007. Nel 1964 il regista Jonas Mekas ne ha tratto una versione cinematografica.

## La rappresentazione del Living Theatre

### Genesi
Nella prima metà degli anni '60 il Living Theatre era fortemente influenzato dal Teatro della crudeltà di Antonin Artaud e dal suo libro Il teatro e il suo doppio. Julian Beck e Judith Malina erano alla ricerca di un testo teatrale che andasse in tale direzione e la loro scelta cadde su di un manoscritto di circa 40 pagine intitolato The Brig, spedito loro per posta da un giovane e sconosciuto ex marine di nome Kenneth H. Brown diventato anarchico. 
Era un'opera cruda, violenta e priva di una vera trama, ambientata in una prigione militare dei marines, in cui viene descritta una giornata-tipo nella prigione, una realtà quotidiana fatta di violenze e vessazioni di ogni tipo, di divieti e di prescrizioni assurde, miranti a spersonalizzare l'individuo. Negli anni Cinquanta Brown era stato rinchiuso nella prigione militare di Okinawa, Giappone e aveva semplicemente descritto ciò che aveva visto e sperimentato di persona.
Influenzata da Artaud e convinta che gli attori dovessero "vivere" quell'esperienza e non solo recitarla, Malina impose un rigidissimo regime di prove, ispirato alla stessa vita militare dei marines, non scevro da vessazioni e punizioni, che richiedeva una certa resistenza fisica e mentale. Malina e Beck ritenevano che, così impostato, tale spettacolo potesse essere metafora della repressione (anch'essa fisica e mentale) dell'individuo nella grande prigione della società, tanto che Beck affermò: «Com'è possibile assistere a The Brig e non voler abbattere le mura di tutte le prigioni?». L'obiettivo di Malina era infatti non tanto mettere in scena la tortura fisica, quanto mostrare che regole assurde portano le persone a perdere la loro umanità. Vedere i prigionieri eseguire i loro compiti senza senso con rigorosa precisione avrebbe dovuto far riflettere sul senso dell'applicazione di quelle regole: uno spettacolo che rifletteva l'ideologia anarchica che caratterizzava il Living.

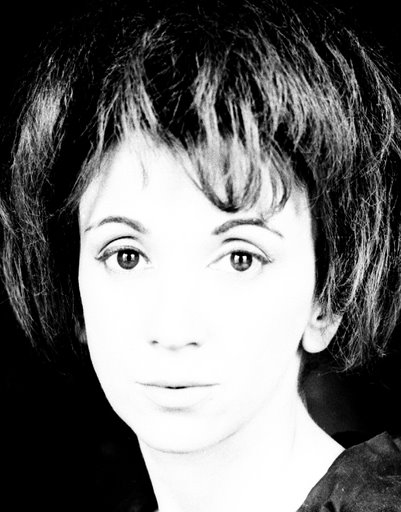
La regista Judith Malina

### Messa in scena
Il risultato fu una rappresentazione di grande energia e brutalità: venne messo in scena un ambiente in cui camminare non è consentito (le reclute devono correre qualsiasi cosa facciano) e ogni infrazione porta a un pugno nello stomaco. Nel corso dei due atti gli uomini compiono varie azioni quali vestirsi, pulire, leggere il manuale dei marines stando sull'attenti. Quando uno di essi perde il manuale, viene messo in isolamento con la camicia di forza.
(Alberto Arbasino)
Non era affatto escluso che durante la rappresentazione qualcuno degli attori potesse davvero restare ferito; anche per questo motivo si decise che a ogni replica vittime e carnefici si sarebbero scambiati di ruolo.

### Conseguenze
Uno spettacolo che mettesse alla berlina le istituzioni militari USA e che veicolasse in maniera così evidente un'ideologia anarchica non poteva essere tollerato negli Stati Uniti dei primi anni '60, sicché si cercò di impedire che le rappresentazioni continuassero: il Servizio Imposte, Internal Revenue Service, accusò il Living Theatre di non aver pagato le tasse (accusa poi rivelatasi infondata) e per questo motivo il 17 ottobre 1963 impose la chiusura del teatro, con l'intervento della forza pubblica e il transennamento dell'edificio.
I membri del Living si rifiutarono di uscire, barricandosi all'interno del teatro. Decisero inoltre di continuare le rappresentazioni, invitando il pubblico presente all'esterno (e bloccato dalla presenza delle forze dell'ordine) a cercare ugualmente di entrare per assistere agli spettacoli. Fu così che, attraverso i tetti o tramite scale a pioli, nei successivi tre giorni circa duecento persone riuscirono a penetrare nel teatro e assistere a The Brig, nonostante l'impegno della forza pubblica che cercava di impedirne l'entrata. Intanto alcuni ristoranti della zona mandavano cibo e bevande in teatro tramite funi. Il 19 ottobre avvenne l'ultima rappresentazione non autorizzata, dopodiché, evidentemente impossibilitati a continuare a lungo in quella situazione, i membri del Living fermarono la protesta. Così il giorno successivo le forze dell'ordine poterono eseguire il loro mandato: arrestarono i membri della compagnia, chiusero il teatro e sequestrarono costumi e oggetti di scena.
Dopo alcune settimane di detenzione in carcere, condannati dal fisco e per resistenza alla forza pubblica, Beck e Malina insieme agli altri membri del gruppo decisero di abbandonare gli Stati Uniti per intraprendere un lungo viaggio in Europa, dove rimasero parecchi anni e rappresentarono numerosi spettacoli tra cui The Brig: iniziò così la seconda fase dell'attività del Living Theatre.